# Бергстрём, Эндис
Эндис Бергстрём (швед. Endis Bergström, полное имя Endis Ingeborg Bergström; 1866—1950) — шведская художница.

## Биография
Родилась 11 мая 1866 года в городе Несшё в семье капитана Леопольда Бергстрёма (Leopold Bergström) и его жены Ингеборги Фегерскиёльд (Ingeborg Fägerskiöld); сестра писательницы Гертруды Бергстрём.
Изучала живопись у Фредрика Кребса в Техническом училище (Tekniska skolan) в Лунде; затем продолжила обучение в Датской академии изящных искусств в 1887 году и в Академии Коларосси в Париже в 1887—1888 годах. Затем во второй половине 1890-х годов она продолжила своё образование у Ричарда Берга в Шведской ассоциации художников в Стокгольме. В 1912—1913 годах совершила ознакомительную поездку в Нидерланды.
Работы Эндис Бергстрём представляют собой натюрморты, интерьеры, пейзажи а также портреты. Её картины находятся в Национальном музее Швеции в Стокгольме, Художественном музее Мальмё, Художественной галерее Лундского университета и других музеях Швеции.
Умерла 30 декабря 1950 года в Лунде.